# オリガ・ダニロワ
オリガ・ヴァレーリエヴナ・ダニロワ（ロシア語: Ольга Валерьевна Данилова、Olga Danilova、1970年6月10日 - ）は、ソビエト連邦タタール自治ソビエト社会主義共和国（現在のタタールスタン共和国）ブグリマ出身の元クロスカントリースキー選手。

## プロフィール
1990年12月15日にクロスカントリースキー・ワールドカップデビュー、15km7位となった。
1992年アルベールビルオリンピックに初出場、5kmで6位入賞、パシュート11位、30km20位となった。
1993年ノルディックスキー世界選手権では15kmのみ出場で8位、1994年リレハンメルオリンピックへは出場できなかった。
1995年ノルディックスキー世界選手権パシュートで銅メダル、リレーでは金メダルを獲得した。このシーズンのワールドカップで自己最高位タイとなる総合4位にランクインした。
1997年ノルディックスキー世界選手権では5kmで銅メダル、リレーでは2大会連続となる金メダル。1998年長野オリンピック15kmとリレーで金メダルを獲得、パシュートで銀メダルを獲得した。
1999年ノルディックスキー世界選手権では5kmと30kmで銀メダルを獲得し、リレーは3大会連続金メダルを獲得、2001年ノルディックスキー世界選手権ではパシュート銅、15kmと10kmで銀、リレーは大会4連覇を果たした。
2002年ソルトレイクシティオリンピックでもパシュートで1位、10kmでは2位となった。しかし競技後のドーピング検査で増赤血球剤の一つダーベポエティンが検出されて失格した。この大会では他にヨハン・ミューレック、ラリサ・ラズチナも同様に失格した。
2004年2月、IOCは前年12月にスポーツ仲裁裁判所(CAS)が下した決定に引き続きメダルを剥奪することを決定した。また、ダニロワは国際スキー連盟（FIS)から禁止薬物使用を理由に2年間の出場停止処分を受けた。医療専門家からは、ドーピング検査の結果が誤っている可能性が示唆された が、IOCと世界アンチ・ドーピング機関(WADA)は決定を覆すことを拒否した。
クロスカントリースキー・ワールドカップ通算4勝（2位8回、3位6回）、総合4位が2回。